# Roela
Roela (Duits: Ruil) is een plaats in de Estlandse gemeente Vinni, provincie Lääne-Virumaa. De plaats heeft 465 inwoners (2021) en heeft de status van groter dorp of ‘vlek’ (Estisch: alevik).
De rivier Kunda ontspringt bij Roela.

## Landgoed Roela
Roela hoorde bij een landgoed (Estisch: Roela mõis), dat in 1453 voor het eerst vermeld werd. Het landgoed heeft toebehoord aan de families von Taube en Wrangel. Ferdinand von Wrangel kocht het landgoed in 1840 en bracht er zijn laatste levensjaren (1864-1870) door.
Het landhuis op het landgoed is gebouwd in de 18e eeuw, maar ingrijpend verbouwd in de 19e eeuw. Bij het landhuis ligt een anker bij wijze van monument voor Ferdinand von Wrangel.